# 数ベクトル空間
数ベクトル空間（すうベクトルくうかん、英語: space of numerical vectors, numerical vector space）とは、「“数”の組からなる空間」（数空間）を自然にベクトル空間と見たものである。
ここでいう“数”の集合 K は四則の定められた代数系、殊に可換体で順序や位相の定められたものを指している。実数全体の成す体 R や複素数全体の成す体 C は典型的であるが、代数体や有限体あるいはその局所化などの上で数ベクトル空間を考えることもある。関数体の上で考える場合は関数空間として捉える方が妥当である。

## 定義
体 K 上の n-次元数ベクトル空間は K の n 個の直積集合 Kn を台集合として
- 加法 {\displaystyle +:K^{n}\times K^{n}\rightarrow K^{n};({\boldsymbol {x}},{\boldsymbol {y}})\mapsto (x_{1}+y_{1},x_{2}+y_{2},\ \ldots ,\ x_{n}+y_{n})}
- スカラー乗法 {\displaystyle \circ :F\times K^{n}\rightarrow K^{n};(\lambda ,{\boldsymbol {x}})\mapsto (\lambda x_{1},\lambda x_{2},\ \ldots ,\ \lambda x_{n})}

からなる組 {\displaystyle (K^{n},+,\circ )} である。ここで {\displaystyle {\boldsymbol {x}}=(x_{1},x_{2},\ \ldots ,\ x_{n})\in K^{n},{\boldsymbol {y}}=(y_{1},y_{2},\ \ldots ,\ y_{n})\in K^{n},\lambda \in F} である。
この組は数のタプルを元としてベクトル空間の公理系を満たし、後述のようにn次の有限次元であるため、"n-次元" "数ベクトル空間" と呼ばれる。

## 基底と次元
数ベクトル空間 {\displaystyle K^{n}} においてn個のベクトルからなる集合 {\displaystyle B=\{{\boldsymbol {e_{i}}}\in K^{n}|1\leq i\leq n\}} を次のように定義する。 
{\displaystyle {\begin{aligned}\mathbf {e} _{1}&=(1,0,0,\ldots ,0),\\\mathbf {e} _{2}&=(0,1,0,\ldots ,0),\\\mathbf {e} _{3}&=(0,0,1,\ldots ,0),\\&\ \vdots \\\mathbf {e} _{n}&=(0,0,0,\ldots ,1)\\\end{aligned}}}
このとき任意のベクトル {\displaystyle {\boldsymbol {x}}\in K^{n}} は {\displaystyle {\boldsymbol {e_{i}}}} の線型結合で表現できる。つまり
{\displaystyle {\boldsymbol {x}}=(x_{1},x_{2},\ldots ,x_{n})=\sum _{i=0}^{n}x_{i}\mathbf {e} _{i}}
が成立する、すなわち {\displaystyle K^{n}} は {\displaystyle B} で張られる（全域性）。また {\displaystyle B} は明らかに線形独立である。ゆえに {\displaystyle B} は {\displaystyle K^{n}} の基底である。この基底を標準基底 (canonical basis, standard basis) という。
{\displaystyle K^{n}} の基底を構成するベクトルの数がnであることから、{\displaystyle K^{n}} は K 上のベクトル空間として n-次元の有限次元である。

## 内積
標準内積は次のように定義される。
{\displaystyle (x_{1},x_{2},\ldots ,x_{n})\cdot (y_{1},y_{2},\ldots ,y_{n}):=x_{1}y_{1}+x_{2}y_{2}+\cdots +x_{n}y_{n}}

## アフィン構造
標準内積を考えない場合の数ベクトル空間をとくに n 次元アフィン空間 An = AKn と呼ぶことがある。これはアフィン変換で閉じている。正則アフィン変換は直交群と平行移動群の直和に位相群として分解される。
実数体 R 上のアフィン空間 An = ARn はユークリッド空間 En に付随して座標や平行移動を表す空間と見なされ、En のなかで平行性や線型独立性など、距離に依存しない性質を扱うことができる。

## 一般のベクトル空間との関係
有限次元ベクトル空間は基底を選ぶことにより、次元の同じ数ベクトル空間に同型となるため、有限次元の抽象ベクトル空間の分類は次元によって支配されているということができる。

## 類似概念
無限次元の数ベクトル空間と呼ぶべきものについては、その位相についての議論を避けることはできないが、いくつか存在する。例えば、次元が十分大きな数空間 Kn の n を限りなく大きくとることの極限として得られる可算次元空間
{\displaystyle \mathbb {K} ^{\infty }=\bigoplus _{n=0}^{\infty }\mathbb {K} =\varinjlim _{n\to \infty }\mathbb {K} ^{n}=\bigcup _{n=0}^{\infty }\mathbb {K} ^{n}}
や、座標が無限数列となるような可算次元空間
{\displaystyle \mathbb {K} ^{\mathbb {N} }=\mathrm {Map} (\mathbb {N} ,\mathbb {K} )=\prod _{n=0}^{\infty }\mathbb {K} =\varprojlim _{n\to \infty }\mathbb {K} ^{n}}
や、あるいはもっと濃度の大きな集合で添字付けられるようなものも同様に想定できるが、これらはもはや関数空間として扱われるようなものである。